# Proceratiinae

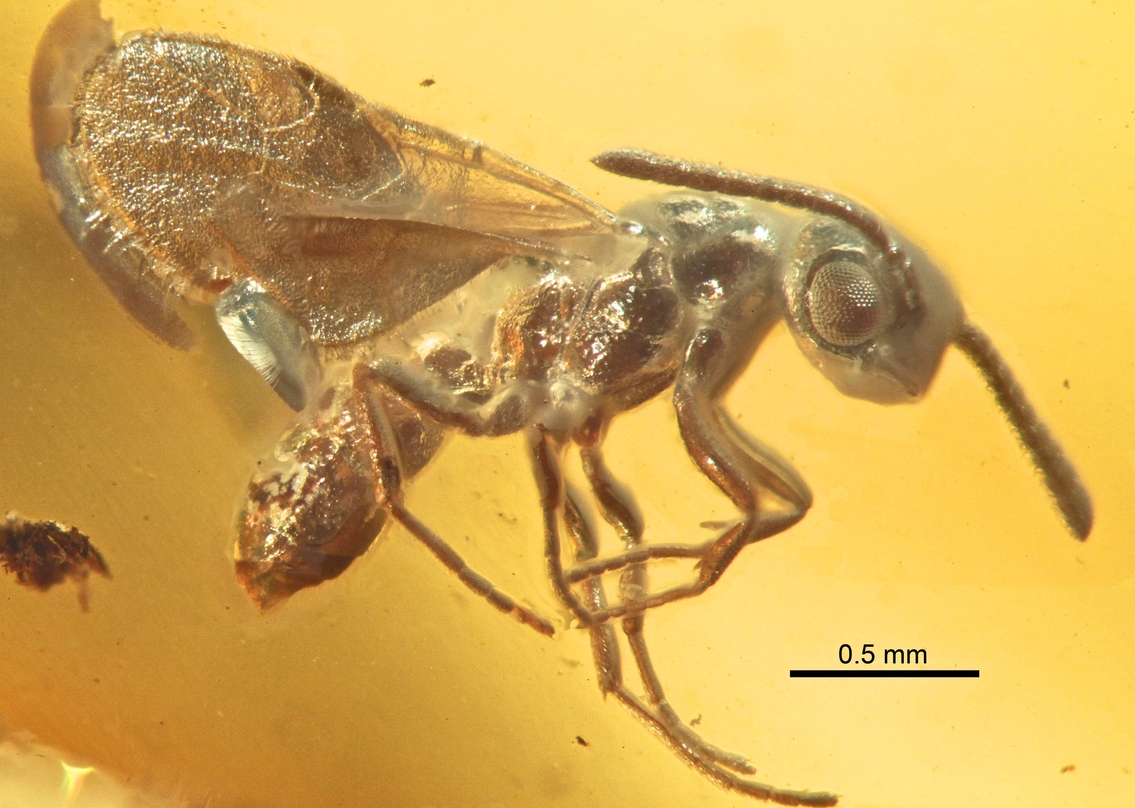
Proceratium eocenicum macho, fósil. Ámbar báltico.

Proceratiinae es una subfamilia de la familia de las hormigas que contiene cuatro géneros. Son de distribución mundial, la mayoría son tropicales y subtropicales.

## Descripción
Son de tamaño pequeño a mediano. Se asemejan a Ponerinae. Sus características más generales son la presencia de un solo segmento (pecíolo) separando mesosoma y gáster, o la presencia de una constricción entre los prescleritos y postescleritos del segmento abdominal IV.
Presentan clípeo reducido, de modo que las inserciones antenales están cercanas a la parte anterior de la cabeza. Además están expuestas en su mayor parte, sin estar cubiertas por los lóbulos antenales.
Viven en colonias que generalmente tienen menos de 100 individuos. 

## Sistemática
La subfamilia se creó en 2003 cuando Barry Bolton dividió la subfamilia Ponerinae en seis subfamilias. Proceratiinae se divide aún más en las tribus Proceratiini y Probolomyrmecini, y contiene tres géneros existentes y un género extinto.
- Proceratiinae Emery, 1895
  - Proceratiini Emery, 1895
    - Discothyrea Roger, 1863
    - Proceratium Roger, 1863
    - †Bradoponera Mayr, 1868

  - Probolomyrmecini Perrault, 2000
    - Probolomyrmex Mayr, 1901